# نبرد نیش (۱۹۱۵)
نبرد نیش در نوامبر ۱۹۱۵، یک درگیری نظامی بین ارتش پادشاهی بلغارستان با پشتیبانی امپراتوری آلمان علیه پادشاهی صربستان بود، که در جریان تهاجم موراوا قدرت‌های مرکزی در جنگ جهانی اول رخ داد. شهر نیش که پس از سقوط بلگراد به عنوان پایتخت صربستان عمل می‌کرد، بین ۴ و ۵ نوامبر ۱۹۱۵ توسط نیروهای لشکر ۹ پلون ارتش اول بلغارستان تصرف شد. سقوط نیش تأثیر روانی عظیمی بر هر دو طرف نبرد داشت: صرب‌ها مجبور به ادامه عقب‌نشینی بزرگ خود شدند، و برای قدرت‌های مرکزی، این پیروزی به معنای از بین بردن آخرین مانع برای بهره‌برداری از راه‌آهن برلین-بغداد بود، که کوتاه‌ترین مسیر ارتباط ریلی بین آلمان، اتریش-مجارستان و امپراتوری عثمانی محسوب می‌شد.

## پیش‌زمینه

### کارزار صربستان
در اوایل اکتبر ۱۹۱۵، ارتش اتریش-مجارستان با حمایت نیروهای آلمانی، با قریب به ۶۰۰٬۰۰۰ سرباز یک حمله بزرگ علیه صربستان را آغاز کرد. برتری عددی و تکنولوژیکی عظیم نیروهای مرکزی باعث فروپاشی سریع خطوط دفاعی صربستان شد: بین ۵ و ۱۶ اکتبر ۱۹۱۵، بلگراد، پایتخت صربستان، پس از درگیری‌های شدید به تصرف درآمد. سربازان، غیرنظامیان و دولت صربستان مجبور به فرار به سمت جنوب شدند. کابینه صربستان به رهبری نخست‌وزیر نیکولا پاشیچ مقر خود را از ۲۶ ژوئیه ۱۹۱۴ به کاخ نیش، یکی از بزرگ‌ترین شهرهای کشور که در حدود ۲۳۰ کیلومتری جنوب شرقی بلگراد قرار داشت و دور از خط مقدم بود، منتقل کرده بود. شهر توسط دژ اصلی نیش و همچنین چندین پست دفاعی در حومه شهر محافظت می‌شد.

### تهاجم موراوا
در ۱۴ اکتبر ۱۹۱۵ بلغارستان به صربستان اعلان جنگ کرد و عملیات موراوا را علیه صربستان آغاز کرد. پیش از این در سال ۱۹۱۳ و در جریان جنگ دوم بالکان هردو کشور با یکدیگر جنگیده بودند. عملیات توسط نیروهای ارتش اول بلغارستان به فرماندهی ژنرال کلیمنت بویاجیف به دلیل شرایط بد آب و هوایی و زمین غیرقابل عبور به کندی پیش می‌رفت. با وجود مقاومت واحدهای صربستانی، دفاع آنها پس از عقب‌نشینی از پست‌هایشان در نزدیکی شهر کنگاژواتس تحت فشار لشکر هشتم پیاده‌نظام توندزا بلغارستان شکسته شد. این امر واحدهای صرب را مجبور به عقب‌نشینی از قلعه پیروت در ۱۴ اکتبر کرد، جایی که بلغارها حدود ۱۵۰۰ صرب را اسیر و ۱۴ توپ را به غنیمت گرفتند. پس از این شکست، ارتش اول به پیشروی به سوی نیش، پایتخت موقت صربستان، ادامه داد.

## نبرد

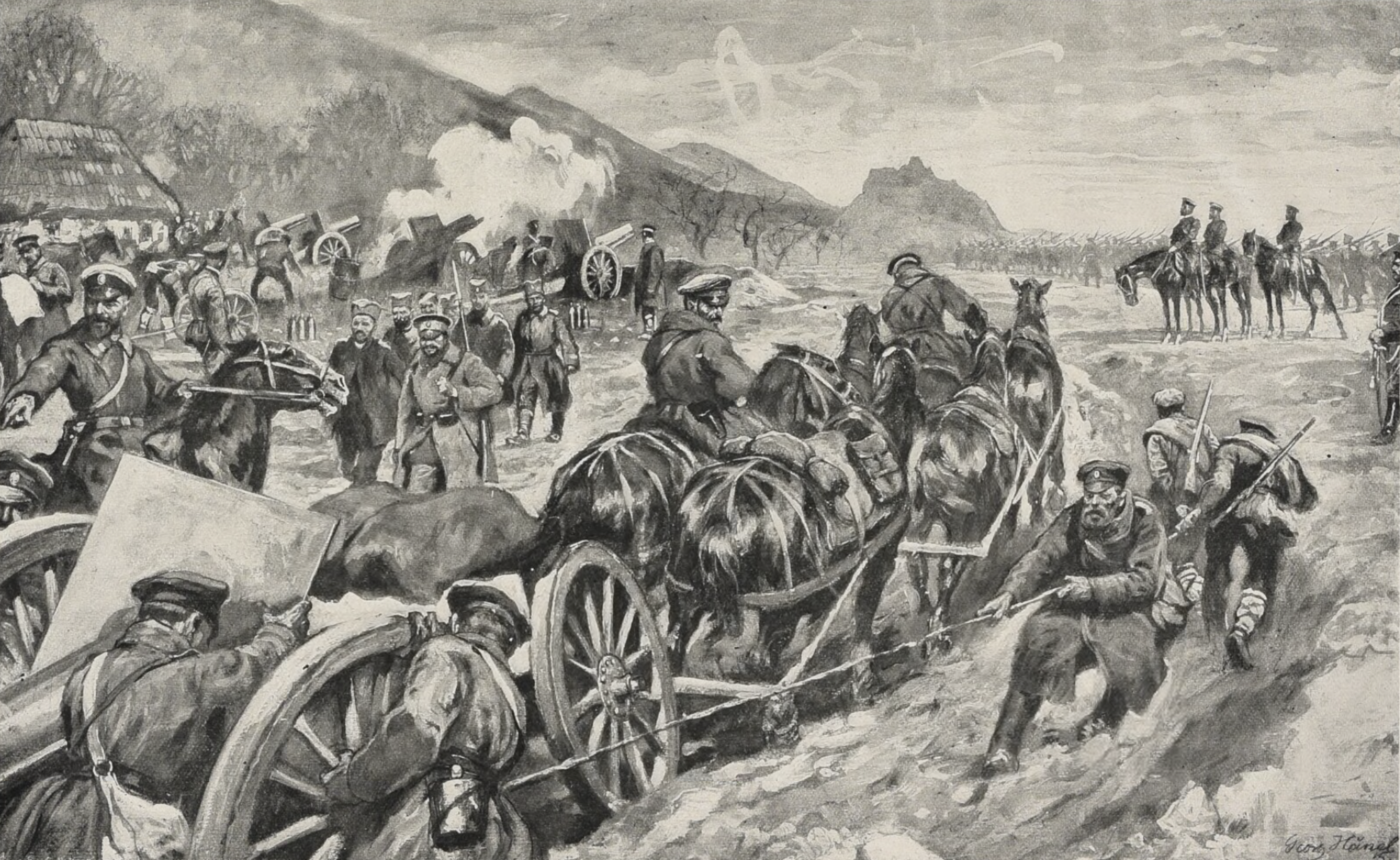
توپخانه بلغارستان در حال گلوله‌باران قسمت بیرونی قلعه نیش (تصویر سازی توسط گئورگ هانل، ۱۹۱۵)

دفاع از شهر پس از سقوط دژ الکسیناتس در اواخر اکتبر ۱۹۱۵، به‌طور جدی در خطر قرار گرفت. در ۴ نوامبر، پس از نبردهای شدید و گلوله‌باران توپخانه بلغارستان، ارتش اول بلغارستان به حومه نیش رسید. حمله به شهر به‌طور همزمان توسط نیروهای گروه‌های شمالی و شرقی بلغار انجام شد. خط دفاعی دژ نیش در ساعت ۳ بعدازظهر توسط هنگ چهارم پیاده‌نظام پلون از لشکر نهم پلون با یک تازش سرنیزه، شکسته شد. صرب‌ها سپس عقب‌نشینی بی‌نظمی را آغاز کردند و کل خطوط دفاعی را ترک کردند.
سربازان بلغاری صبح روز ۵ نوامبر بدون هیچ مقاومتی وارد دژ شدند و ۴۲ توپ قدیمی، چندین هزار تفنگ و مقدار زیادی مهمات و ذخایر تدارکاتی را به غنیمت گرفتند و حدود ۵۰۰۰ نفر را به اسارت گرفتند.
در ۶ نوامبر، بلغاری‌ها به ارتش یازدهم آلمان به فرماندهی ژنرال گالویتز رسیدند و با آنها تماس برقرار کردند.

## پیامدها

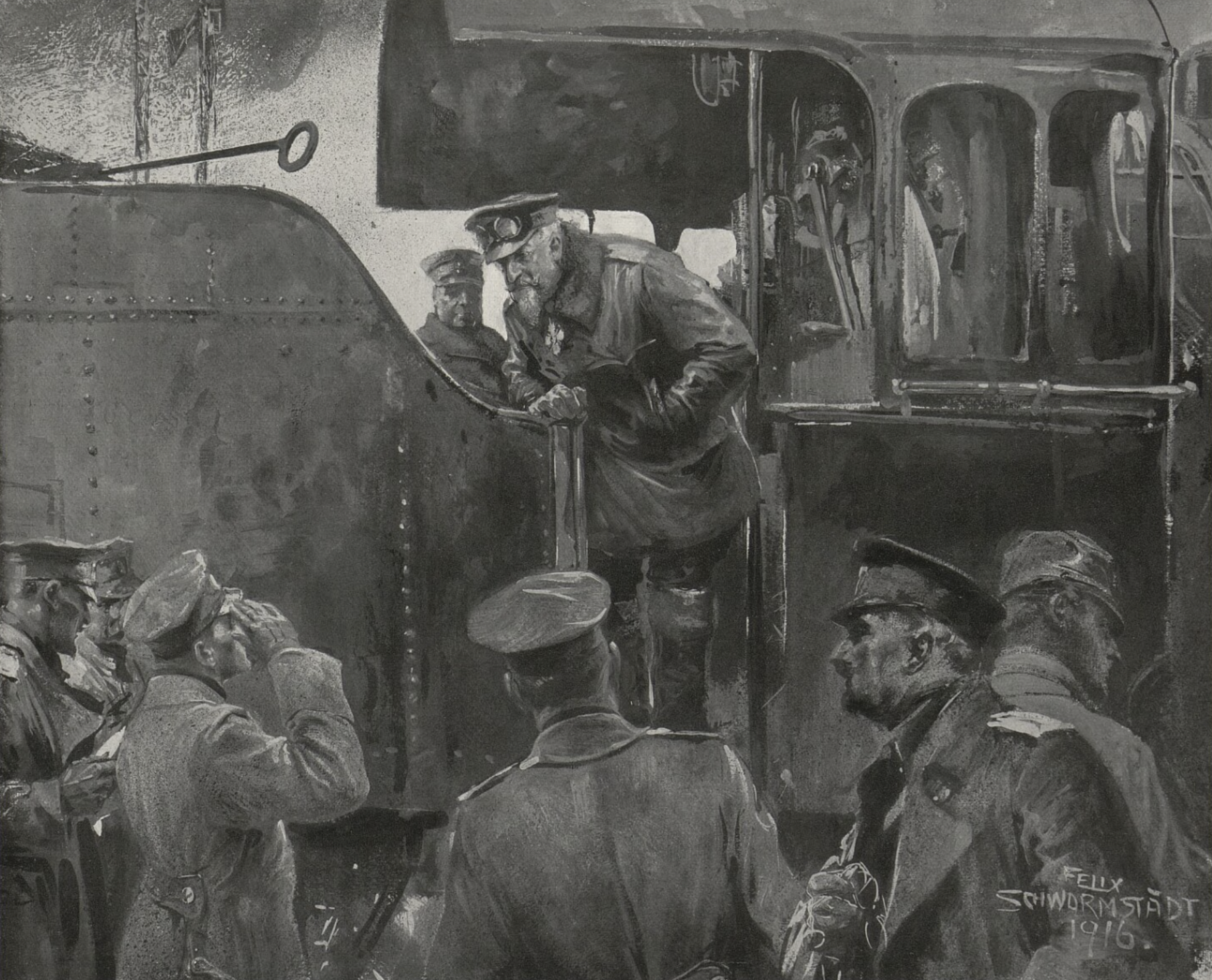
«فردیناند اول به‌عنوان رانندهٔ اولین قطاری که پس از برقراری ارتباط ریلی صوفیه-نیش به این شهر می‌رود.» (اثر فلیکس شوروماشتدت، ۱۹۱۶).

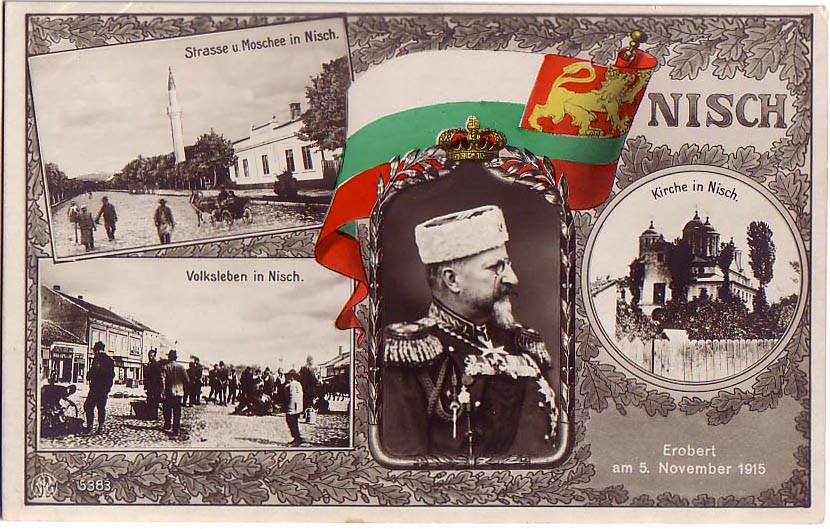
کارت پستال تبلیغاتی بلغارستان برای جشن سقوط نیش (۱۹۱۵)

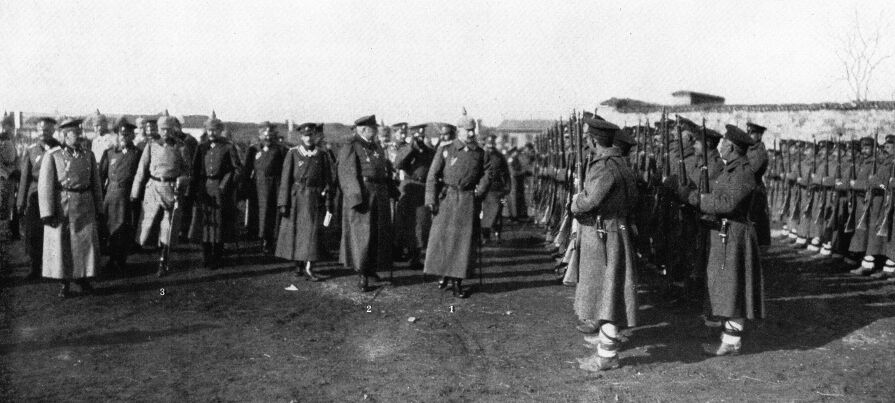
فردیناند اول و ویلهلم دوم در حال سان دیدن از رژه نظامی در نیش، ژانویه ۱۹۱۶

از دست دادن نیش برای صرب‌های یک فاجعه استراتژیک بزرگ بود. حمله بلغارها عقب‌نشینی ارتش صرب به سمت تِسالونیکی را قطع کرد، جایی که نیروهای ارتش تفاهم سه‌گانه برای پشتیبانی از آنها پیاده شده بودند. واحدهای باقی‌مانده صرب به نحوه مفتضحانه‌ای به پشت رودخانه موراوا عقب‌نشینی کردند، جایی که مشغول ساخت مواضع دفاعی شدند. با وجود باز شدن جبهه جدید مقدونیه پس از فرود ارتش تفاهم سه‌گانه در جنوب، ارتش‌های اتریش-مجارستان، بلغارستان و آلمان با موفقیت صرب‌ها را در زمستان ۱۹۱۵/۱۹۱۶ به سمت کوزوو و سپس به کوه‌های آلبانی عقب راندند، تا اینکه سرانجام به جزیره کورفو که تحت کنترل بریتانیا بود، تخلیه شدند.
برای قدرت‌های مرکزی، تصرف نیش اهمیت استراتژیک بزرگی داشت. خط راه‌آهن بلگراد-صوفیه که در تابستان ۱۹۱۴ به دلیل آغاز جنگ جهانی اول توسط صرب‌ها قطع شده بود، اکنون دوباره باز شد و رفت و آمد منظم قطارها برقرار گردید. این به معنای بازگشایی خط راه‌آهن برلین-بغداد بود که اجازه می‌داد نیروها و تدارکات از آلمان و اتریش-مجارستان مستقیماً به بلغارستان و امپراتوری عثمانی فرستاده شوند، که مزیت قابل توجهی برای نیروهای قدرت‌های مرکزی که در جبهه بین‌النهرین می‌جنگیدند، ایجاد کرد.
این پیروزی به عنوان یک موفقیت مهم در جنگ به‌طور گسترده در بلغارستان مورد تحسین قرار گرفت و جشن‌های به مناسبت آن گرفته شد. تزار فردیناند اول بلغارستان و همسرش النور در ژانویه ۱۹۱۶ از طریق خط آهن بازسازی‌شده به نیش آمدند و در کاخ نیش، که پیش‌تر محل اقامت دولت صربستان بود، اقامت گزیدند. در این زمان، امپراتور آلمان ویلهلم دوم نیز از شهر بازدید کرد و هر دو پادشاه در یک رژه نظامی شرکت کردند. نبرد نیش موجب پیدایش منطقه اشغالی بلغارستان در صربستان شد.
این شهر در ۱۱ اکتبر ۱۹۱۸، در انتهای جنگ جهانی اول و پس از تقریباً سه سال، توسط نیروهای صربستان و فرانسه تحت فرماندهی ژنرال پتر بویوویچ بازپس گرفته شد.

## کتابشناسی
- Mirčetić, Dragoljub (1994c). Vojna istorija Niša [Military history of Niš]. Vol. 3. Prosveta.
- Ferro, Marc (1989). The Great War, 1914–1918. Hippocrene Books Inc. ISBN 978-0-88029-449-2.
- Pavlović, Živko G. (2017). . Serbia's war with Austria-Hungary, Germany and Bulgaria in 1915 (به صربی). Belgrade: Медија центар "Одбрана". p. 955. ISBN 978-86-3350-557-4.
- Peychev, Atanas (1984). 1300 Years on Guard. Sofia: Military Publishing House. p. 277.
- Rauchensteiner, M.; Kay, A.J. (2014). The First World War and the End of the Habsburg Monarchy, 1914-1918. Online access: OAPEN Open Research Library. V&r Academic. ISBN 978-3-205-79588-9.
- Živković, Mihailo (1998). Defense of Belgrade (1914 - 1915) (به صربی). Belgrade: Finex. p. 392. ISBN 978-86-8232-508-6.